# Acton (Northumberland)
Acton – osada w Anglii, w hrabstwie Northumberland. Leży 44 km na zachód od miasta Newcastle upon Tyne i 399 km na północ od Londynu.